# El Colombiano
El Colombiano est un périodique régional colombien situé à Medellín en Colombie. Il fut fondé le 6 février 1912 par Francisco de Paula Pérez.